# Edward Ffrench Bromhead
Edward Thomas Ffrench Bromhead és un naturalista i un matemàtic irlandès, nascut el 26 de març 1789 a Dublín i mort el 14 de març 1855 a Thurlby Hall, Thurlby.
Va ser membre de la Royal Society (escollit el 13 de març 1817) després que el seu article titulat "On the fluents of irrational functions" (sobre les funcions irracionals) a paregui a les Philosophical Transaccions. Forma part de l'Analytical Society de Cambridge al costat de Charles Babbage (1791-1871), de George Peacock (1791-1858) i de Sir John Herschel (1792-1871). Aquesta societat té com a objectiu primer de fer adoptar a la Gran Bretanya el sistema de notació de Leibniz (1646-1716) en lloc del de Sir Isaac Newton (1643-1727). Sosté i anima els matemàtics George Green (1793-1841) i George Boole (1815-1864). És també membre de la Reial Society of Edinburgh.
Bromhead s'interessa també per la botànica i és el creador dels ordres de les Asparagals, Arecals, Brassicals, Fabals, Lamials i Magnolials. Cap a la fi de la seva vida, es torna progressivament cec.